# 이순형
이순형(1949년 2월 10일~, 영어: Soon Hyung Lee)은 세아그룹의 회장이다.

## 경력
- 1976년~1996년 해덕강업 대표이사
- 1983년~1995년 해덕철강 대표이사
- 1995년 세아제강 부회장
- 2001년 7월 세아홀딩스 부회장
- 2011년 3월 세아홀딩스 회장
- 2013년~ 세아그룹 회장
- 2013년~ 한국메세나협회 부회장
- 2013년 4월 세아베스틸 회장
- 2013년 4월~ 세아제강 회장
- 2013년 11월~ 서울상공회의소 부회장[1]

## 어록
- 2016년 최근에 세아제강 포항공장을 방문한 이순형 세아그룹 회장은 "현재에 안존하지 말자. 강관업계 선두주자라는 위상은 저절로 지켜지지 않는다. 연구개발(R&D) 분야에서 끊임없이 노력해야 한다."라는 말을 했다고 한다.[2]

## 같이 보기
- 세아그룹
- 세아제강
- 세아베스틸
- 한국메세나협회
- 서울상공회의소